# Конголо, Жозуэ
Жозуэ Нденге Конголо (нидерл. Josué Ndenge Kongolo; родился 13 апреля 2006) — бельгийский футболист, центральный защитник клуба «Генк».

## Клубная карьера
Футбольную карьеру начал в академии клуба «Льерс», в 2015 году присоединился к академии «Генка». В мае 2023 года продлил контракт с клубом до 2026 года. 26 мая 2024 года дебютировал в основном составе «Генка» в матче бельгийской Про-лиги против «Юниона».

## Карьера в сборной
Выступал за сборные Бельгии до 16, до 17 и до 19 лет.